# Groupe École supérieure de commerce de Troyes
Die Groupe École supérieure de commerce de Troyes (auch genannt Y Schools) ist eine internationale Wirtschaftshochschule und eine der führenden Grandes Ecoles in Frankreich. Sie wurde 1992 gegründet. Sie verfügt über einen eigenen Campus in Troyes.
Die Studiengänge haben die doppelt internationale Akkreditierung von UGEI und EFMD.
Im Ranking der französischen Business-Schools von Le Figaro liegt sie 2022 auf Platz 32.